# دیو مک‌کری
دیوید لی مک‌کری (انگلیسی: David Lee McCary)، متولد ۲ ژوئیهٔ ۱۹۸۵، کمدین، نویسنده و کارگردان آمریکایی است. مک‌کری بیش‌تر برای کارگردانی برنامه پخش زنده شنبه شب شناخته شده‌است. او همسر بازیگر و تهیه‌کننده آمریکایی، اما استون است.